# Suzanne Vega
Pour les articles homonymes, voir Véga (homonymie).
Suzanne Nadine Vega, née le 11 juillet 1959 à Santa Monica (Californie), est une autrice-compositrice-interprète américaine.

## Biographie

### Jeunesse
Suzanne Vega nait le 11 juillet 1959 à Santa Monica (Californie), mais elle déménage avec sa mère et son beau-père à New York où elle vit dans un quartier défavorisé. À l'âge de neuf ans, elle commence à écrire des poèmes et compose sa première chanson à quatorze ans. Elle est élève à la New York High School of Performing Arts où elle apprend la danse moderne.
La musique reste néanmoins son domaine de prédilection. Alors qu'elle se spécialise en littérature anglaise au Barnard College de l'université Columbia, elle se produit dans de petites salles de Greenwich Village, en particulier au Cornelia Street Café.

### Début
Son premier album, Suzanne Vega, sorti en 1985, est bien reçu par la critique, avec ses chansons simples, à l'opposé de l'injonction du milieu des années 1980 : « de plus en plus gros »[réf. nécessaire]. Ce ne sont pas des chansons militantes au sens classique du terme, mais des chansons introspectives, à la manière des auteurs-compositeurs des années 1970.

### Succès
Dans son deuxième album, Solitude Standing (1987) deux tubes ont émergé : Tom's Diner et Luka. Ce dernier titre raconte le point de vue d'un enfant maltraité (Luka), sujet singulier pour un morceau de pop. La musique est beaucoup plus orientée pop que dans son premier album.
Le troisième album de Suzanne Vega, Days of Open Hand (1990) annonce un changement de style : la musique devient plus expérimentale et les paroles expriment plus d'émotion. L'album ne comporte pas réellement de tube, il doit plutôt être écouté dans son ensemble.
L'album 99.9F° (99,9 degrés Fahrenheit, soit 37,8 degrés Celsius), sorti en 1992, est un mélange joyeux et éclectique de folk, de rythmes de dance et de musique industrielle, qui contraste avec l'album précédent. Les chansons sont courtes et les paroles concentrées.
Elle enregistre, en 1995, Story of Isaac, une chanson de Leonard Cohen qui figure sur la compilation-hommage Tower of Song : The Songs of Leonard Cohen. Elle enregistre également So long, Marianne, toujours de Leonard Cohen, en collaboration avec John Cale.
Le cinquième album, Nine Objects of Desire, sort en 1996, la musique alterne entre un style dépouillé et le style industriel de 99,9 °F. Cet album contient Caramel, utilisé dans la bande originale du film Entre chiens et chats. Elle écrit également Woman on the Tier (I'll see you through), pour la bande originale du film La Dernière Marche (Dead Man Walking).
L'album Songs in Red and Gray voit le jour en septembre 2001, dont le thème principal est le divorce de Suzanne et de son ex-mari, le producteur Mitchell Froom.

### Rétrospective
Une compilation, Retrospective: The Best of Suzanne Vega, sort en 2003, contenant vingt-et-une de ses chansons les plus populaires (la version pour le Royaume-Uni inclut un disque bonus de huit chansons ainsi qu'un DVD de douze chansons). Beauty & Crime sort en mai 2007, album de rock alternatif, de pop et de funk. Calme et impulsif, il reflète bien l'œuvre de Suzanne Vega.[réf. nécessaire] Elle a repris deux chansons : China Doll de Jerry Garcia et Cassidy de Bob Weir, parues sur Deadicated, un album de reprises de Grateful Dead, sorti en 1991.

### Vie privée
Suzanne Vega a une fille, Ruby Froom. Elle a épousé le producteur Mitchell Froom, dont elle divorce en 1998.
Elle épouse Paul Mills, un avocat, le 11 février 2006.

### MP3
Sa chanson Tom's Diner a été utilisée comme référence lors de la création du format audio MP3. Suzanne Vega a appris ce fait par hasard en 2000 : alors qu'elle déposait sa fille à la maternelle, le papa d'un autre enfant l'interpella et lui dit : « Mes félicitations à la mère du MP3 ! ».

## Discographie

### Albums Studio
- 1985 : Suzanne Vega
- 1987 : Solitude Standing
- 1990 : Days of Open Hand
- 1992 : 99.9F°
- 1996 : Nine Objects of Desire
- 2001 : Songs in Red and Gray
- 2007 : Beauty & Crime
- 2014 : Tales from the Realm of the Queen of Pentacles
- 2016 : Lover, Beloved: Songs from an Evening With Carson McCullers
- 2025 : Flying with Angels

### Compilations / Live
- 1998 : Tried & True: The Best of Suzanne Vega (compilation)
- 2003 : Retrospective: The Best of Suzanne Vega (compilation)
- 2010 : Close-Up: Vol.1, Love Songs (compilation acoustique)
- 2010 : Close-Up: Vol.2, People & Places (compilation acoustique)
- 2011 : Close-Up: Vol.3, States of Being (compilation acoustique)
- 2012 : Close-Up: Vol.4, Songs of Family (compilation acoustique)
- 2013 : Solitude Standing: Live at the Barbican (concert 25e anniversaire enregistré le 16.10.2012)
- 2014 : Close-Up Series Box Set (5 CD + 1 DVD / compilation acoustique)
- 2020 : An Evening Of New York Songs And Stories (concert enregistré le 14.03.2019 au café Carlisle de New-York)